# Guerre des Trois Henri
La guerre des Trois Henri désigne un conflit politique déterminant qui se déroule de 1587 à 1589, durant la huitième et dernière guerre de Religion, et impliquant trois principaux protagonistes :
- Henri III, roi de France soutenu par les royalistes et les politiques ;
- Henri III, roi de Navarre (futur roi de France sous le nom d'Henri IV), chef des huguenots, soutenu par Élisabeth Ire d'Angleterre et les princes protestants d'Allemagne. En tant que cousin d'Henri III de France, il est l'héritier légitime du trône de France à partir de la mort de François d'Alençon ;
- Henri Ier de Lorraine, duc de Guise, grand maître de France et chef de la Ligue catholique, financé et soutenu par le roi d'Espagne Philippe II.

## Déroulement
La guerre est initiée par Philippe II d'Espagne pour empêcher la France d'intervenir contre l'armée espagnole aux Pays-Bas et contrarier son projet d'invasion de l'Angleterre. Elle commence quand la Ligue catholique convainc le roi Henri III de publier un édit interdisant le protestantisme et annulant le droit au trône d'Henri de Navarre ; Henri III a probablement été influencé par son favori Anne de Joyeuse : l'édit de Nemours (7 juillet 1585) révoque tous les édits de tolérance en faveur des protestants et interdit le culte réformé. Le roi Henri III est acculé à la guerre car Henri de Navarre ne peut pas supporter de voir ses droits au trône abolis.
Henri de Guise commande les troupes qui font face aux protestants allemands. Charles de Mayenne, son frère, doit s'opposer à Henri de Navarre. Il assiège en vain Castillon. Le roi Henri III reste en réserve entre les deux.
L'exécution de la catholique Marie Stuart (8 février 1587) à la demande de la reine d'Angleterre protestante Élisabeth Ire attise le conflit.
À la bataille de Coutras (15 octobre 1587), Henri de Navarre bat l’armée royale commandée par le duc Anne de Joyeuse, qui meurt dans la bataille. Mais à la bataille de Vimory (26 octobre 1587), le duc de Guise écrase les mercenaires allemands et suisses engagés par les protestants. Le duc de Guise en tire un grand prestige à Paris, alors que le roi est critiqué pour avoir fait venir des mercenaires étrangers.
Comme les postes de gouverneurs de Normandie et de Picardie sont disponibles du fait des morts respectives de duc Anne de Joyeuse au combat et subitement de Henri Ier de Bourbon-Condé, le duc de Guise demande au roi la Normandie pour lui-même et la Picardie pour son cousin Charles Ier d'Aumale, mais le roi refuse.
Malgré l'interdiction formelle du roi et en raison de sa popularité, le duc de Guise entre dans Paris le 9 mai 1588. Il prend une part active à la journée des barricades (12 mai 1588) : après la mort d’une soixantaine de soldats, le roi doit fuir Paris par la porte Neuve à Saint-Cloud tout d'abord, puis vers Chartres, Rouen et enfin le château de Blois
Le roi est aussi en situation difficile en raison de l'envoi le 29 mai 1588 par Philippe II d'Espagne de l'Invincible Armada pour envahir l'Angleterre. Dès lors en position de force, le duc de Guise fait signer au roi l’édit d'union le 17 juillet 1588, où le roi s'engage à ne jamais conclure « aucune paix ou trêve avec les hérétiques ». Le duc se fait nommer lieutenant-général du royaume.
Après la défaite de l'Invincible Armada le 8 août 1588, le roi convoque les États généraux à Blois qui ouvrent le 16 octobre 1588.
Le duc de Guise a prévu d'assassiner le roi et de se saisir du trône, mais le roi frappe le premier et fait tuer le duc de Guise le 23 décembre 1588, ainsi que le frère de ce dernier, le cardinal Louis II de Lorraine, le lendemain 24 décembre. Il fait aussi arrêter la famille des Guise et les ligueurs.
Une nouvelle guerre ouverte éclate entre les royalistes et la Ligue catholique. Paris se délie de l'obligation d'obéir au roi. La plupart des villes se révoltent à l'exception de celles du Val-de-Loire et Bordeaux. Le frère du duc de Guise, Charles de Mayenne prend la direction des troupes de la Ligue et essaie de prendre Blois et Tours. Henri III doit faire appel au roi de Navarre protestant et à ses troupes en promettant de protéger les protestants. Cela inverse le sens de l'histoire et ils s'apprêtent à essayer de reprendre Paris.
Mais le 1er août 1589, le moine Jacques Clément demande une audience privée au roi à Saint-Cloud et le poignarde au bas-ventre. Le roi décède le lendemain après avoir, en l'absence de fils et héritier naturel, désigné Henri de Navarre comme son successeur.
Henri de Navarre, devenu roi de France après l'assassinat de son cousin Henri III, est donc le dernier survivant des Trois Henri. Il sera lui-même assassiné en 1610, après avoir régné plus de vingt ans sur le royaume de France.

## Conséquences
Avec la mort de Henri III, la coalition autour du défunt roi éclate. De nombreux royalistes catholiques refusent de servir le protestant Henri de Navarre, et l'armée se retire de Paris.
Henri de Navarre doit reprendre le combat. Il renonce à assiéger Paris, mais il est vainqueur de Charles de Mayenne le 29 septembre 1589 lors de la bataille d'Arques. Il reprend plusieurs villes et il bat à nouveau les Ligueurs et les Espagnols à bataille d'Ivry le 14 mars 1590.
Il abjure solennellement le protestantisme, le 25 juillet 1593 en la basilique Saint-Denis. Il est rejoint par des nobles et des troupes catholiques. Il connait de nouveaux succès et il est sacré roi le 27 février 1594 en la cathédrale Notre-Dame de Chartres, car Reims, la ville traditionnelle des sacres, est encore occupée par la Ligue.
Il entre dans Paris que les Espagnols évacuent le 22 mars 1594. Il accorde un large pardon aux ligueurs repentis. L'absolution que lui accorde le pape Clément VIII le 17 septembre 1595, lui assure le ralliement progressif de toute la noblesse et du reste de la population. Il reste cependant des opposants, tel Jean Châtel qui tente d'assassiner le roi près du Louvre le 27 décembre 1594. Henri IV bat de manière définitive l'armée de la Ligue à la bataille de Fontaine-Française.
Après la fin de cette guerre civile, et même s'il y aura des guerres contre l'Espagne et la Savoie, Henri IV inaugure une période d'essor économique et de paix intérieure.